# سرجو مارینانجلی
سرجو مارینانجلی (ایتالیایی: Sergio Marinangeli؛ زادهٔ ۲ ژوئیهٔ ۱۹۸۰) دوچرخه‌سوار اهل ایتالیا است.